# クラーク郡 (アイオワ州)
クラーク郡 (英: Clarke County) は、アメリカ合衆国アイオワ州に位置する郡である。2000年現在、人口は9,133人である。郡庁所在地は、オスセオラ (Osceola) である。

## 地理
アメリカ合衆国統計局によると、この郡は総面積1,118km2 (432mi2) である。このうち1,117km2 (431mi2) が陸地、2km2 (1mi2) が水域であり、総面積の0.14%が水域となっている。

### 隣接する郡
- マディソン郡  (北西)
- ウォーレン郡  (北東)
- ルーカス郡  (東)
- ディケーター郡  (南)
- ユニオン郡  (西)

## 人口動静
2000年現在の国勢調査で、この郡は人口9,133人、3,584世帯、及び2,498家族が暮らしている。人口密度は8/km2 (21/mi2) である。4/km2 (9/mi2) の平均的な密度に3,934軒の住宅が建っている。この郡の人種的な構成は白人96.64%、アフリカン・アメリカン0.11%、先住民0.33%、アジア0.35%、太平洋諸島系0.03%、その他の人種1.96%、及び混血0.58%である。人口の4.04%はヒスパニックまたはラテン系である。
3,584世帯のうち、32.10%が18歳未満の子供と一緒に生活しており、57.80%は夫婦で生活している。8.30%は未婚の女性が世帯主であり、30.30%は家族以外の住人と同居している。25.90%は独身の居住者が住んでおり、13.30%は65歳以上で独居である。1世帯の平均人数は2.50人であり、家庭の場合は、3.01人である。
この郡内の住民は26.30%が18歳未満の未成年、18歳以上24歳以下が7.60%、25歳以上44歳以下が26.50%、45歳以上64歳以下が22.50%、及び65歳以上が17.10%にわたっている。中央値年齢は39歳である。女性100人ごとに対して男性は97.00人である。18歳以上の女性100人ごとに対して男性は94.00人である。
この郡の世帯ごとの平均的な収入は34,474米ドルであり、家族ごとの平均的な収入は42,171米ドルである。男性は29,648米ドルに対して女性は20,522米ドルの平均的な収入がある。この郡の一人当たりの収入 (per capita income) は16,409米ドルである。人口の8.50%及び家族の6.20%は貧困線以下である。全人口のうち18歳未満の12.10%及び65歳以上の7.70%は貧困線以下の生活を送っている。

## 市および町村
- マレー (Murray)
- オスセオラ (Osceola)
- ウェルドン　(Weldon)
- ウッドバーン (Woodburn)

### 非法人地域
- ホープビル
- ジェイミソン
- ラセル
- リバティー
- スマーナ

### 郡区
- ドイル郡区
- フランクリン郡区
- フリーモント郡区
- グリーンベイ郡区
- ジャクソン郡区
- ノックス郡区
- リバティー郡区
- マディソン郡区
- オセオラ郡区
- トロイ郡区
- ワード郡区
- ワシントン郡区